# Mallory Park
O Mallory Park é um autódromo em Kirkby Mallory, no condado de Leicestershire, no Reino Unido. Construído em 1956, possui 3 configurações possíveis: A Car circuit com 2.173 km de extensão e 5 curvas, a Superbike Circuit com 2.269 km e 11 curvas e a Motorcycle Short Circuit com 2.237 km e 8 curvas.
Já sediou a Campeonato Europeu de Fórmula Dois em 1967 e de 1971 até 1973, o Campeonato Mundial de Motocross em 2008 e 2009. O circuito também já foi palco uma corrida não-oficial da Fórmula 1 em 1962